# OTI 1975
La IV Edición del Gran Premio de la Canción Iberoamericana o el Festival de la OTI fue celebrada en los Estudios del Canal 2 de Telemundo en San Juan, Puerto Rico el 15 de noviembre de 1975. Sus presentadoras fueron Marisol Malaret, Miss Universo 1970, y Beba Franco, Miss Puerto Rico 1971, acompañadas de dos veteranos animadores puertorriqueños, Gilbert Mamery y Eddie Miró.

## Desarrollo
En él se destaca la participación de la malograda cantante española Evangelina Sobredo Galanes, mejor conocida artísticamente como Cecilia, quien a menos de un año después muere en un accidente de tránsito y en esta ocasión defendiendo el tema Amor de medianoche, del compositor Juan Carlos Calderón, quien ese mismo año compuso el tema representando a España en el Festival de la Canción de Eurovisión 1975, además de dirigir la orquesta en ambas ocasiones. 
También participaron dos representantes de la nueva ola: el chileno Osvaldo Díaz, quien volvió a incursionar en este certamen en 1990, y el argentino Marty Cosens. 
Cabe señalar los problemas técnicos que tuvo la transmisión al exterior desde Puerto Rico, en particular al inicio del festival, que causaron molestias entre los seguidores del festival. No había favoritos previos ni apuestas porque todas las canciones eran inéditas y, por reglamento del festival, estas no eran difundidas en el país sede antes de la gran final. 
Con una gran aceptación del público, el triunfo fue para México con el tema La felicidad con 20 puntos, compuesto por Felipe Gil e interpretado por Gualberto Castro, seguido de España con 14 puntos y, en el tercer lugar, un empate a 10 puntos entre los temas de Colombia (país defendido por Leonor González Mina) y Venezuela (representada por Mirla Castellanos con un tema de Luisito Rey).
Hay que destacar que en el certamen se aceptó el tema colombiano, pese a tener una duración de 5 minutos, en contra de la regla que no permitía la transmisión de temas con más de 3 minutos y 50 segundos de duración.

## Participantes
| País                  | Título de la canción                     | Título de la canción                     |
| País                  | Artista                                  | Idioma                                   |
| --------------------- | ---------------------------------------- | ---------------------------------------- |
| Antillas Neerlandesas | «Una flor en el balcón»                  | «Una flor en el balcón»                  |
| Antillas Neerlandesas | George Willems                           | Español                                  |
| Argentina             | «Dos habitantes»                         | «Dos habitantes»                         |
| Argentina             | Marty Cosens                             | Español                                  |
| Bolivia               | «Por esas cosas te amo»                  | «Por esas cosas te amo»                  |
| Bolivia               | Óscar Roca                               | Español                                  |
| Brasil                | «Desejo»                                 | «Desejo»                                 |
| Brasil                | Raphael                                  | Portugués                                |
| Chile                 | «Las puertas del mundo»                  | «Las puertas del mundo»                  |
| Chile                 | Osvaldo Díaz                             | Español                                  |
| Colombia              | «Campesino de ciudad»                    | «Campesino de ciudad»                    |
| Colombia              | Leonor González Mina                     | Español                                  |
| Ecuador               | «Quiero componer el mundo con mis manos» | «Quiero componer el mundo con mis manos» |
| Ecuador               | Miriam Constante                         | Español                                  |
| El Salvador           | «Trataré de olvidarte»                   | «Trataré de olvidarte»                   |
| El Salvador           | Eduardo Fuentes                          | Español                                  |
| España                | «Amor de medianoche»                     | «Amor de medianoche»                     |
| España                | Cecilia                                  | Español                                  |
| Estados Unidos        | «Para ganar tú corazón»                  | «Para ganar tú corazón»                  |
| Estados Unidos        | José Antonio                             | Español                                  |
| Guatemala             | «Vivirás pensando en alguien más»        | «Vivirás pensando en alguien más»        |
| Guatemala             | Mario Vides                              | Español                                  |
| México                | «La felicidad»                           | «La felicidad»                           |
| México                | Gualberto Castro                         | Español                                  |
| Nicaragua             | «Quiero agradecer al mundo»              | «Quiero agradecer al mundo»              |
| Nicaragua             | Mauricio Peña                            | Español                                  |
| Panamá                | «Tú y yo»                                | «Tú y yo»                                |
| Panamá                | Pablo Azael                              | Español                                  |
| Perú                  | «Qué lindo es el amor»                   | «Qué lindo es el amor»                   |
| Perú                  | Gladys Mercado                           | Español                                  |
| Puerto Rico           | «A donde vas, amigo»                     | «A donde vas, amigo»                     |
| Puerto Rico           | Los Hispanos                             | Español                                  |
| República Dominicana  | «La vida está intranquila»               | «La vida está intranquila»               |
| República Dominicana  | Luchi Vicioso                            | Español                                  |
| Uruguay               | «Quiero nacer»                           | «Quiero nacer»                           |
| Uruguay               | Ricardo Montaña                          | Español                                  |
| Venezuela             | «Soy como el viento, soy como el mar»    | «Soy como el viento, soy como el mar»    |
| Venezuela             | Mirla Castellanos                        | Español                                  |

## Resultados
| #                                                                | País                  | Artista(s)           | Canción                                | Idioma     | Lugar | Puntos |
| ---------------------------------------------------------------- | --------------------- | -------------------- | -------------------------------------- | ---------- | ----- | ------ |
| 1                                                                | Bolivia               | Óscar Roca           | Por esas cosas te amo                  | Castellano | 17    | 0      |
| 2                                                                | El Salvador           | Eduardo Fuentes      | Trataré de olvidarte                   | Castellano | 17    | 0      |
| 3                                                                | Perú                  | Gladys Mercado       | Qué lindo es el amor                   | Castellano | 10    | 3      |
| 4                                                                | Chile                 | Osvaldo Díaz         | Las puertas del mundo                  | Castellano | 5     | 5      |
| 5                                                                | España                | Cecilia              | Amor de medianoche                     | Castellano | 2     | 14     |
| 6                                                                | Brasil                | Raphael              | Desejo                                 | Portugués  | 8     | 4      |
| 7                                                                | Argentina             | Marty Cosens         | Dos habitantes                         | Castellano | 10    | 3      |
| 8                                                                | Guatemala             | Mario Vides          | Vivirás pensando en alguien más        | Castellano | 14    | 2      |
| 9                                                                | Nicaragua             | Mauricio Peña        | Quiero agradecer al mundo              | Castellano | 8     | 4      |
| 10                                                               | Estados Unidos        | José Antonio         | Para ganar tu corazón                  | Castellano | 5     | 5      |
| 11                                                               | Puerto Rico           | Los Hispanos         | Adónde vas, amigo                      | Castellano | 5     | 5      |
| 12                                                               | Antillas Neerlandesas | George Willems       | Una flor en el balcón                  | Castellano | 10    | 3      |
| 13                                                               | Colombia              | Leonor González Mina | Campesino de ciudad                    | Castellano | 3     | 10     |
| 14                                                               | Uruguay               | Ricardo Montaña      | Quiero nacer                           | Castellano | 10    | 3      |
| 15                                                               | Venezuela             | Mirla Castellanos    | Soy como el viento, soy como el mar    | Castellano | 3     | 10     |
| 16                                                               | México                | Gualberto Castro     | La felicidad                           | Castellano | 1     | 20     |
| 17                                                               | República Dominicana  | Luchi Vicioso        | La vida está intranquila               | Castellano | 14    | 2      |
| 18                                                               | Ecuador               | Miriam Constante     | Quiero componer el mundo con mis manos | Castellano | 17    | 0      |
| 19                                                               | Panamá                | Pablo Azael          | Tú y yo                                | Castellano | 14    | 2      |
| Lugar: Estudios del Canal 2 de Telemundo - San Juan, Puerto Rico |                       |                      |                                        |            |       |        |